# (5364) Christophschafer
(5364) Christophschafer est un astéroïde de la ceinture principale.

## Description
(5364) Christophschafer est un astéroïde de la ceinture principale. Il fut découvert le 2 septembre 1980 à l'observatoire Kleť par Zdeňka Vávrová. Il présente une orbite caractérisée par un demi-grand axe de 2,46 UA, une excentricité de 0,20 et une inclinaison de 3,1° par rapport à l'écliptique.

## Compléments